# Murtas Qaschyghalijew
Murtas Qaschyghalijew (kasachisch Мұртас Мұратұлы Қажығалиев, russisch Муртас Муратович Кажгалеев, beim Weltschachbund FIDE Murtas Kazhgaleyev; * 17. November 1973 in Oral) ist ein kasachischer Schachspieler, der 1998 den FIDE-Titel Großmeister (GM) erhielt.
Die kasachische Einzelmeisterschaft gewann er zweimal: 2015 und 2018. Er spielte für Kasachstan bei acht Schacholympiaden: 1996 bis 2000, 2008 bis 2012  sowie 2016 und 2018. Außerdem nahm er dreimal an den asiatischen Mannschaftsmeisterschaften (1999, 2012 und 2016) und einmal an der Mannschaftsweltmeisterschaft (1997) teil. Er gewann die Asienspiele 2006 im Schnellschach.
Beim Schach-Weltpokal 2005 scheiterte er in der zweiten Runde an Teymur Rəcəbov, beim Schach-Weltpokal 2011 scheiterte er in der ersten Runde an Dmitri Andreikin, beim Schach-Weltpokal 2017 scheiterte er ebenso in der ersten Runde an Wassyl Iwantschuk.
In Frankreich spielte er für den Club de Cannes Echecs und Club de Montpellier Echecs.
| Die zur Anzeige dieser Grafik verwendete Erweiterung wurde dauerhaft deaktiviert. Wir arbeiten aktuell daran, diese und weitere betroffene Grafiken auf ein neues Format umzustellen. (Mehr dazu) |